# CBS Films
CBS Films est une compagnie de production américaine fondée en 2007, appartenant au groupe ViacomCBS.
CBS Films se situe dans l'ouest de Los Angeles.

## Filmographie
| Titre                         | Date              | Genre               | Réalisateur                 | Acteurs                                        | Coproduit avec                                              |
| ----------------------------- | ----------------- | ------------------- | --------------------------- | ---------------------------------------------- | ----------------------------------------------------------- |
| Mesures exceptionnelles       | 22 janvier 2010   | Drame               | Tom Vaughan                 | Brendan Fraser Harrison Ford Keri Russell      |                                                             |
| Le Plan B                     | 23 avril 2010     | Comédie romantique  | Alan Poul (en)              | Jennifer Lopez Alex O'Loughlin                 | Escape Artists                                              |
| Faster                        | 24 novembre 2010  | Action              | George Tillman, Jr.         | Dwayne Johnson Billy Bob Thornton              | TriStar Pictures Castle Rock Entertainment                  |
| Le Flingueur                  | 28 janvier 2011   | Action-thriller     | Simon West                  | Jason Statham                                  | Millennium Films Nu Image                                   |
| Sortilège                     | 18 mars 2011      | Comédie fantastique | Daniel Barnz                | Vanessa Hudgens Alex Pettyfer                  | Storefront Films                                            |
| La Dame en Noir               | 3 février 2012    | Thriller            | James Watkins               | Daniel Radcliffe Ciarán Hinds                  | Hammer Film Productions Alliance Films                      |
| Des saumons dans le désert    | 9 mars 2012       | Comédie dramatique  | Lasse Hallström             | Ewan McGregor Emily Blunt Kristin Scott Thomas | Lionsgate BBC Films UK Film Council Kudos Pictures          |
| 7500                          | 31 août 2012      | Horreur-thriller    | Takashi Shimizu             | Leslie Bibb                                    |                                                             |
| The Words                     | 21 septembre 2012 | Thriller romantique | Brian Klugman Lee Sternthal | Bradley Cooper Olivia Wilde Zoe Saldana        | Animus Films Benaroya Pictures Serena Films Waterfall Media |
| Sept psychopathes             | 2 novembre 2012   | Comédie             | Martin McDonagh             | Colin Farrell Woody Harrelson Abbie Cornish    | Blueprint Pictures                                          |
| Gambit : Arnaque à l'anglaise | 11 janvier 2013   | Comédie             | Michael Hoffman             | Colin Firth Cameron Diaz                       | Momentum Pictures (en) FilmNation Entertainment             |
| Last Vegas                    | 1er novembre 2013 | Comédie             | Jon Turteltaub              | Morgan Freeman Robert De Niro Michael Douglas  | Gidden Media Good Universe Outlaw Sinema                    |
| DUFF : Le faire-valoir        | 20 février 2015   | Comédie             | Ari Sandel                  | Mae Whitman Robbie Amell Bella Thorne          | Vast Entertainment Wonderland Sound and Vision              |